# Group-Group et Cha'pa
Group-Group et Cha'pa è stato un fumetto creato da Jean Ollivier e illustrato da Ramon Monzon e Louis Cance pubblicato puntate.
Successivamente – dal 1964 – venne illustrato anche da Jacques Kamb e André Deran e per un numero nel 1957 fu disegnato da José Cabrero Arnal.

## Storia
Fu pubblicato mediamente ogni due settimane nel periodico per ragazzi Vaillant dal 1956 al 1965.
Tra il 1963 e 1964 l'Éditions Vaillant pubblicano il fumetto in una versione tascabile Group Group poche (piccolo formato).
Successivamente, tra il 1975 e il 2018, venne ristampato dal giornale per ragazzi Hop.

## Pubblicazioni
Di seguito le pubblicazioni nei vari periodici del fumetto.
| Serie                 | Anno | Periodico                        | Titolo                                      | Copertina | Autori                                     |
| --------------------- | ---- | -------------------------------- | ------------------------------------------- | --------- | ------------------------------------------ |
| Group-Group et Cha'pa | 1956 | Vaillant n. 593                  |                                             |           | Ramon Monzon, Jean Ollivier                |
| Group-Group et Cha'pa | 1956 | Vaillant n. 599 – 611            |                                             |           | Ramon Monzon, Jean Ollivier                |
| Group-Group et Cha'pa | 1956 | Vaillant n. 601                  | Melbourne Group-Group ouvre les jeux!       | Si        | Ramon Monzon                               |
| Group-Group et Cha'pa | 1956 | Vaillant n. 606                  | Joyeux Noël                                 | Si        | Ramon Monzon                               |
| Group-Group et Cha'pa | 1957 | Vaillant n. 608                  |                                             |           | José Cabrero Arnal                         |
| Group-Group et Cha'pa | 1957 | Vaillant n. 612 – 621            | La cité endormie                            |           | Ramon Monzon, Jean Ollivier                |
| Group-Group et Cha'pa | 1957 | Vaillant n. 617                  | Group-Group en mousse EX-IN-CO              |           |                                            |
| Group-Group et Cha'pa | 1957 | Vaillant n. 622 – 631            | Une aventure à Paris                        | Si        | Ramon Monzon, Jean Ollivier                |
| Group-Group et Cha'pa | 1957 | Vaillant n. 623; 629             |                                             |           | Ramon Monzon                               |
| Group-Group et Cha'pa | 1957 | Vaillant n. 632 – 657            | Le mysterieux professeur Z.O.               |           | Ramon Monzon, Jean Ollivier                |
| Group-Group et Cha'pa | 1957 | Vaillant n. 636 – 641; 645 – 650 |                                             | Si        | Ramon Monzon                               |
| Group-Group et Cha'pa | 1957 | Vaillant n. 658 – 674            | L'homme-singe des Guyanes                   |           | Ramon Monzon, Jean Ollivier                |
| Group-Group et Cha'pa | 1958 | Vaillant n. 661 - 670            |                                             | Si        | Ramon Monzon                               |
| Group-Group et Cha'pa | 1958 | Vaillant n. 674                  | La vallée oubliée                           |           | Ramon Monzon, Jean Ollivier                |
| Group-Group et Cha'pa | 1958 | Vaillant n. 675 – 698            | La vallée oubliée                           |           | Ramon Monzon, Jean Ollivier                |
| Group-Group et Cha'pa | 1958 | Vaillant n. 677 – 681; 683 – 686 |                                             | Si        | Ramon Monzon                               |
| Group-Group et Cha'pa | 1958 | Vaillant n. 699 – 709            |                                             |           | Ramon Monzon, Jean Ollivier                |
| Group-Group et Cha'pa | 1958 | Vaillant n. 700                  |                                             | Si        | Ramon Monzon                               |
| Group-Group et Cha'pa | 1958 | Vaillant n. 703                  |                                             | Si        | Ramon Monzon                               |
| Group-Group et Cha'pa | 1958 | Vaillant n. 710 – 722            | Terreur à Castagnade                        |           | Ramon Monzon, Jean Ollivier                |
| Group-Group et Cha'pa | 1959 | Vaillant n. 723 – 736            | Les Indiens mécaniques                      |           | Ramon Monzon, Jean Ollivier                |
| Group-Group et Cha'pa | 1959 | Vaillant n. 727                  |                                             | Si        | Ramon Monzon                               |
| Group-Group et Cha'pa | 1960 | Vaillant n. 765                  |                                             |           | Ramon Monzon                               |
| Group-Group et Cha'pa | 1960 | Vaillant n. 769 – 771; 778       |                                             |           | Ramon Monzon                               |
| Group-Group et Cha'pa | 1961 | Vaillant n. 834                  |                                             |           | Ramon Monzon                               |
| Group-Group et Cha'pa | 1961 | Vaillant n. 842; 848 – 850       |                                             |           | Ramon Monzon                               |
| Group-Group et Cha'pa | 1962 | Vaillant n. 916                  |                                             |           | Ramon Monzon                               |
| Group-Group et Cha'pa | 1963 | Vaillant n. 952 – 983            |                                             |           | Ramon Monzon                               |
| Group-Group et Cha'pa | 1964 | Vaillant n. 985                  | Avez-vous de l'ordre?                       |           | Jacques Kamb, André Deran                  |
| Group-Group et Cha'pa | 1964 | Vaillant n. 986 – 996            |                                             |           | Ramon Monzon, Sani                         |
| Group-Group et Cha'pa | 1964 | Vaillant n. 998 – 1019           |                                             |           | Ramon Monzon, Sani                         |
| Group-Group et Cha'pa | 1964 | Vaillant n. 998                  |                                             |           | Ramon Monzon                               |
| Group-Group et Cha'pa | 1964 | Vaillant n. 1020                 | Group group et la chasse                    |           | Ramon Monzon                               |
| Group-Group           | 1965 | Vaillant n. 1027                 | Jour de chance                              |           | Ramon Monzon                               |
| Group-Group           | 1965 | Vaillant n. 1030                 | Le château de sable                         |           | Ramon Monzon                               |
| Group-Group           | 1965 | Vaillant n. 1035                 |                                             |           | Ramon Monzon                               |
| Group-Group           | 1965 | Vaillant n. 1044                 | Les 6 noyades de Group-Group                |           | Ramon Monzon                               |
| Group-Group et Cha'pa | 1975 | Hop n. 5 – 6                     | (Ristampa)                                  |           | Ramon Monzon                               |
| Group-Group et Cha'pa | 1996 | Hop n. 70                        | (Ristampa)                                  |           | Ramon Monzon                               |
| Group-Group et Cha'pa | 2005 | Hop n. 107                       | (Ristampa)                                  |           | Ramon Monzon                               |
| Group-Group et Cha'pa | 2015 | Hop n. 147                       | (Ristampa)                                  |           | Ramon Monzon                               |
| Group-Group et Cha'pa | 2015 | Hop n. 148 – 148                 | (Ristampa)                                  |           | Ramon Monzon, Jean Ollivier                |
| Group-Group et Cha'pa | 2015 | Hop n. 148                       | Episodi scritti da Jean Ollivier (Ristampa) |           | Jose Tardieux, Jean Ollivier, Ramon Monzon |
| Group-Group et Cha'pa | 2017 | Hop n. 153 – 156                 | (Ristampa)                                  |           | Ramon Monzon                               |
| Group-Group et Cha'pa | 2018 | Hop n. 158                       | (Ristampa)                                  |           | Ramon Monzon                               |